# Kira Poutanen
Kira Poutanen (Lahti, 1974. március 30. –) finn írónő, fordító, színésznő. Jelenleg Franciaországban él.
2001-ben jelent meg első regénye, A csodálatos tenger, melynek főszereplője egy anorexiás tizenéves lány. A könyv elnyerte a Finlandia Ifjúsági Díjat, lefordították magyar, dán, holland és lett nyelvre is.

## Könyvei
- Ihana meri (A csodálatos tenger, 2001; magyarul 2009-ben jelent meg, majd 2019-ben a POKET Zsebkönyvek sorozatban)
- Katso minua! (2004)[2]
- Kotimatka (2009)
- Rakkautta au lait (2009)[3]
- Rakkautta Al Dente (2010)

## Magyarul
- A csodálatos tenger; ford. Bába Laura; Cerkabella, Szentendre, 2009